# Король самовбивця
Король самовбивця (англ. The Suicide King) — дев'ята серія третього сезону постапокаліптичного телесеріалу жахів Ходячі мерці. 10 лютого 2013 року серіа вийшла в ефір в Сполучених Штатах на телеканалі AMC.

## Сюжет
Деріл та Мерл стоять на зомбі-арені на очах у всього Вудбері і їм наказано битися до смерті. Після короткого бою між братами Діксонами люди Губернатора виводять на арену «блукачів», яких тримають на повідку. Братам не доводиться довго з ними боротися, так як на допомогу їм приходять Рік та Меггі, які стріляють у зомбі та кидають димову шашку у натовп, тим самим даючи Дерілу та Мерлу шанс втекти з ними.
Вони розділилися з Гленом та Мішон, які чекали їх біля машини, проте є ще одна проблема — присутність Мерла є небажаною. Не зважаючи на те, що їм потрібні люди, щоб дати відсіч майбутньому нападу з боку Губернатора, Рік відмовляється прийняти Мерла або Мішон в групу. Деріл розуміє таке рішення, але вирішує не покидати свого брата і вони разом зникають у лісі.
Тим часом у в'язниці Гершель, Бет та Аксель відвідують Тайріза, Сашу, Аллена та Бена. Новоприбулі розповідають їм, що вони були з групою з 25 чоловік перш, ніж їхній табір був захоплений 6-7 тижнів назад. Хоча вони здаються дружніми, Карл тримає їх під замком, а Гершель говорить Тайрізу щоб вони не розслаблялись тут, адже рішення про те, чи вони залишаться у в'язниці залежить не від нього. Тайріз запитує від кого залежить це рішення, але Гершель мовчки покидає їх. Пізніше, Аллен говорить про свій план здолати Керол і Карла поки вони знаходяться у дворі, щоб поховати Донну, але Тайріз з сестрою відмовляються.
Під час дороги назад, Глен звинувачує Ріка у виборі Деріла, за невикористану можливість вбити Губернатора та за те, що ситуація тільки погіршується. Меггі пропонує обговорити це після того, як вони повернуться, але Глен вже все сказав.
У Вудбері починаються заворушення тому, що Губернатор пішов у свій маєток, залишивши людей наодинці зі наростаючим занепокоєнням. Невеликі групи жителів зібрали свої речі та хочуть поїхати з міста, але їхній галас привертає увагу «блукачів» за воротами. Кілька блукачів потрапляють всередину і атакують жителів на відкритій вулиці. Губернатор виходить зі свого будинку і вбиває пораненого жителя пострілом в голову, а потім мовчки повертається назад, не зважаючи на переляканий натовп.
Рік, Глен та Меггі повертаються до в'язниці і біля воріт їх зустрічає Карл та Керол. Карл, радіючи що батько повернувся, обіймає його. Керол, розуміючи що Деріла немає, починає панікувати, проте Рік говорить їй що він живий, але пішов зі своїм братом. Керол не може повірити, що він пішов, і перепитує про це в Ріка кілька разів.
Андреа просить Губернатора заспокоїти населення Вудбері, але він займає чітку воєнну позицію, покладаючи на групу Ріка відповідальність за сім смертей, і вона дізнається, що він тримав інформацію про її друзів в таємниці, поки спав з нею. Він байдуже говорить їй, що вона не має ніяких зобов'язань перед містом, і тому він не мав причин розповідати їй про це.
Тайріз і його люди бачать як Рік проходить повз них, щоб увійти у свій тюремний блок. Вони зустрілися поглядами, але Рік продовжує йти навіть не сказавши жодного слова. Рік йде прямо до своєї маленької доньки Джудіт і вона плаче в нього на руках. Бет передає Джудіт Керол і вони обговорюють вчинок Деріла. Бет гадає, що без Деріла вони слабкі, але Керол розуміє чому він вибрав свого брата. Керол також розмірковує про те, як би вона відреагувала, якби таке вчинив її жорстокий чоловік Ед. Потім вони кладуть Джудіт спати у поштову скриньку, на якій написано «‘Ліл’ ДупоДерка» (англ. ‘Lil’ AssKicker).
Гершель лікує рани Глена. Майже відразу він зауважує, що між Гленом і Меггі сталася якась суперечка, і вони відмовляються обговорювати це.
Замість Губернатора, розповісти про те, що сталося в місті вирішує Мілтон, проте Андреа перехоплює ініціативу і говорить більш надихаючі слова про відновлення і наполегливість.
Повернувшись у в'язницю, Рік з групою обговорюють чи повинен Тайріз і його люди залишитись. Згодом Рік вирішує поговорити з ними, ігноруючи простягнуту до нього руку Тайріза аби привітатись. Тайріз просить дозволити їм залишитись, обіцяючи не користуватись їхніми ресурсами, їжею та не створювати їм проблем. Саша також благає Ріка про це і вся група хоче, щоб нові люди залишились. Тим не менше, після того, що вони пройшли раніше Рік не хоче давати їм шанс. Покійна дружина Лорі ввижається йому у вигляді галюцинації і Рік шаленіє, змушуючи групу Тайріза піти.